# Гамбер (річка, Онтаріо)
Гамбер (англ. Humber) — річка в Південному Онтаріо, Канада, яка належить до басейну Великих Озер; впадає в озеро Онтаріо. Є однією з двох великих річок по обидва боки м. Торонто (іншою є річка Дон). Гамбер вбирає в себе близько 750 потічків і струмків з території на північ від Торонто. Головне річище простягнулося на близько 100 км на схід від Ніагарського уступу, в той час як головна притока, відома як Східна річка Гамбер, витікає з озера Сент-Джордж поблизу містечка Аврора на північний схід від Торонто. Вони зливаються північніше Торонто і річка перетинає місто з північного заходу на південний схід та впадає в озеро Онтаріо. Гамбер належить до історичних річок Канади. Вона визнана однією з річок канадської спадщини 24 вересня 1999.

Заповідна територія в нижній течії річки — «Болота Гамбера»

Переважна частина річкової долини вважається зеленою зоною, де парки і сади чергуються з гольфовими полями, спортивними майданчиками і прогулянковими територіями. Практично вздовж усієї річки аж до аркового моста через затоку Гамбер пролягає виділена велосипедна доріжка. Кілька територій є заповідними.

## Галерея

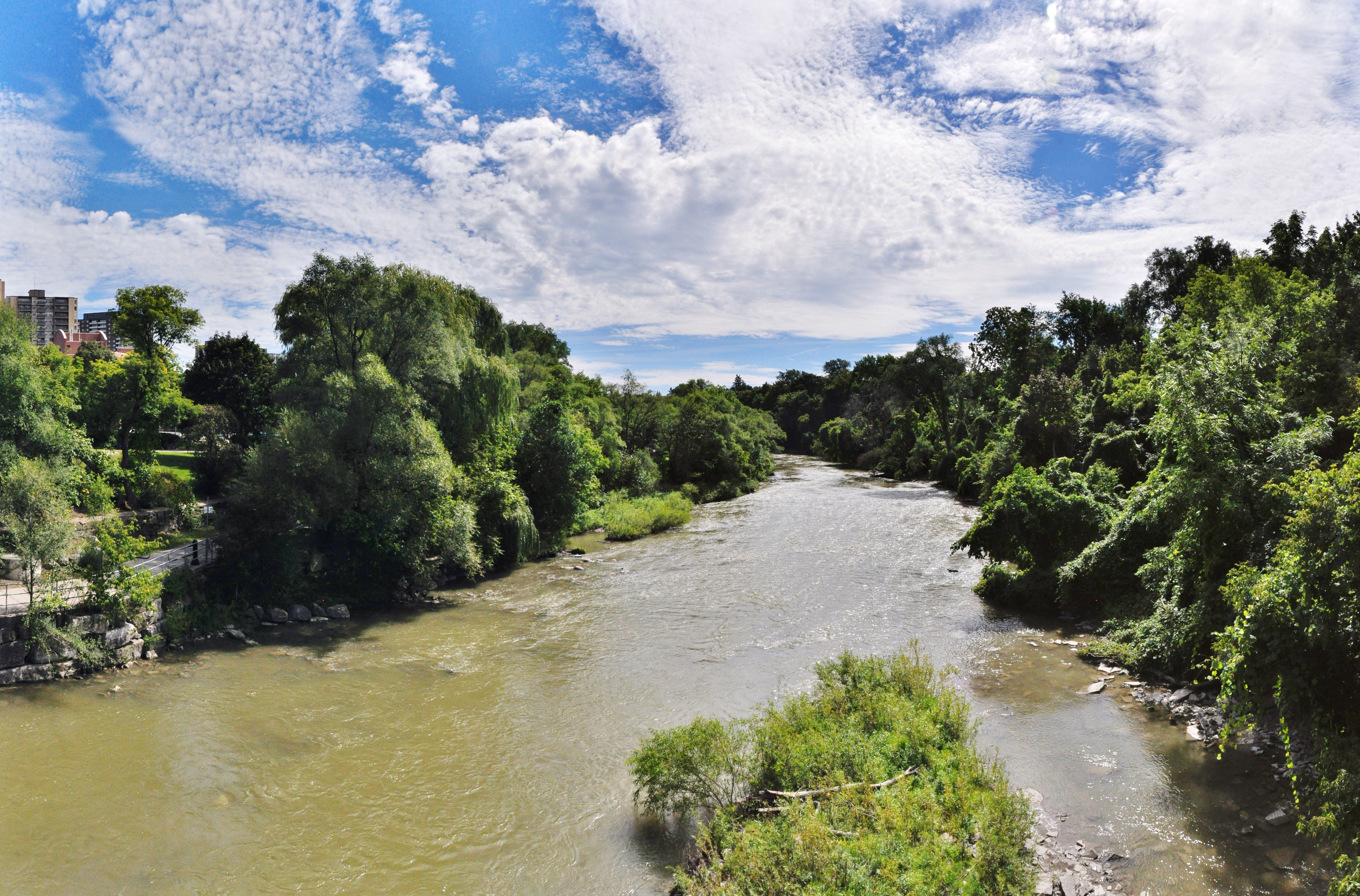
Гамбер з моста на Лоренц Авеню
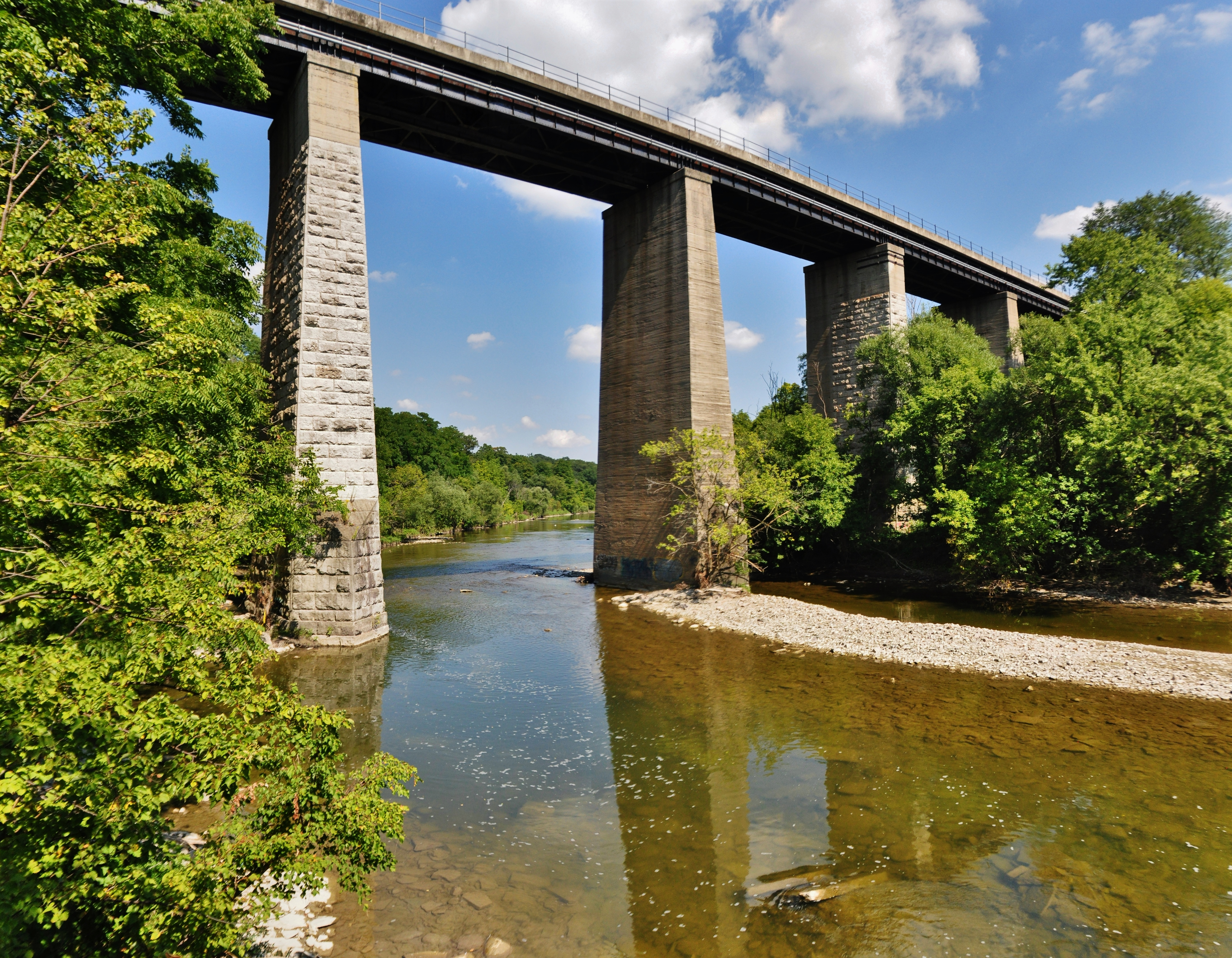
Залізничний міст через Гамбер
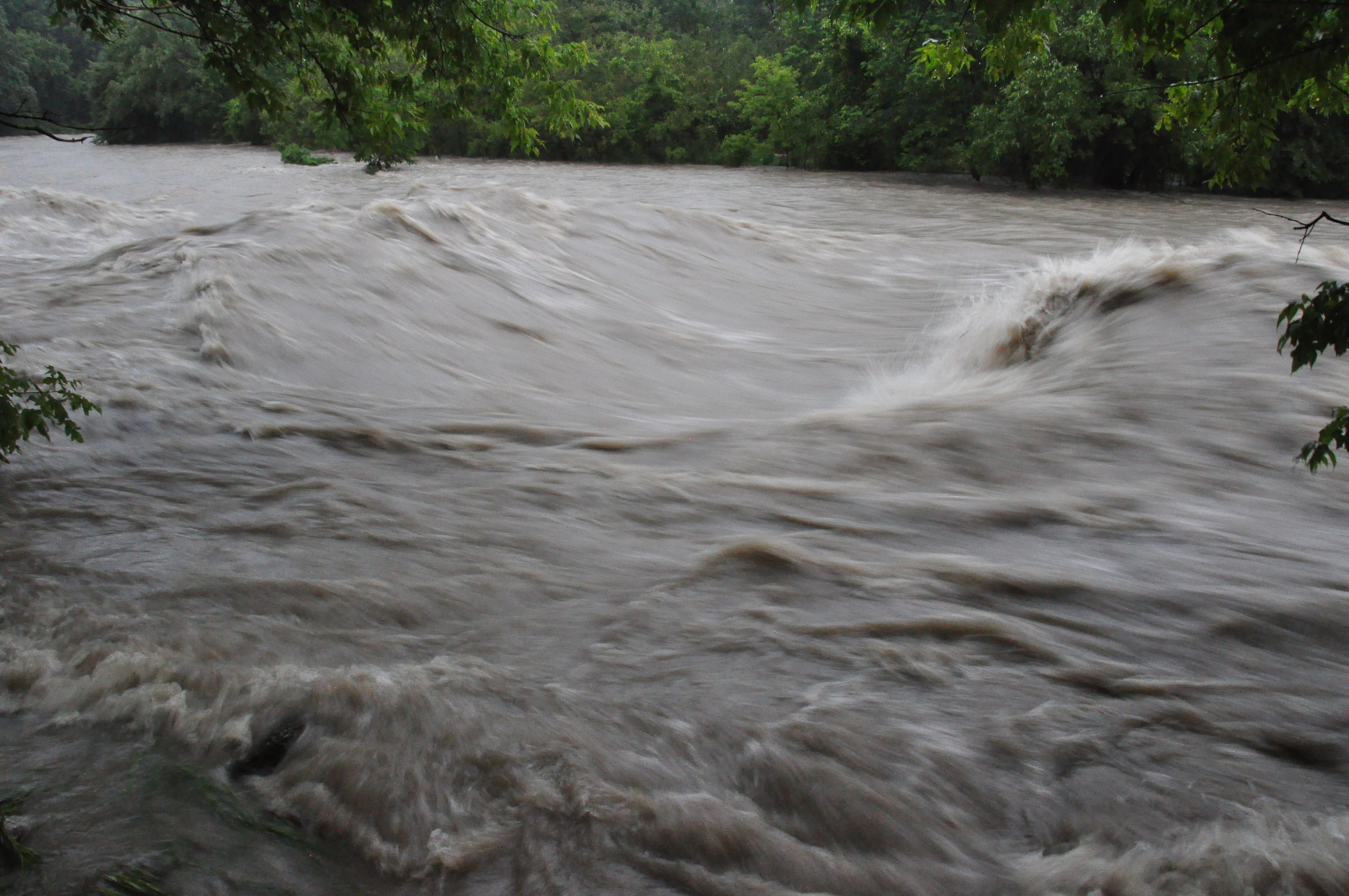
Висока вода під час зливи 9 липня 2013 року
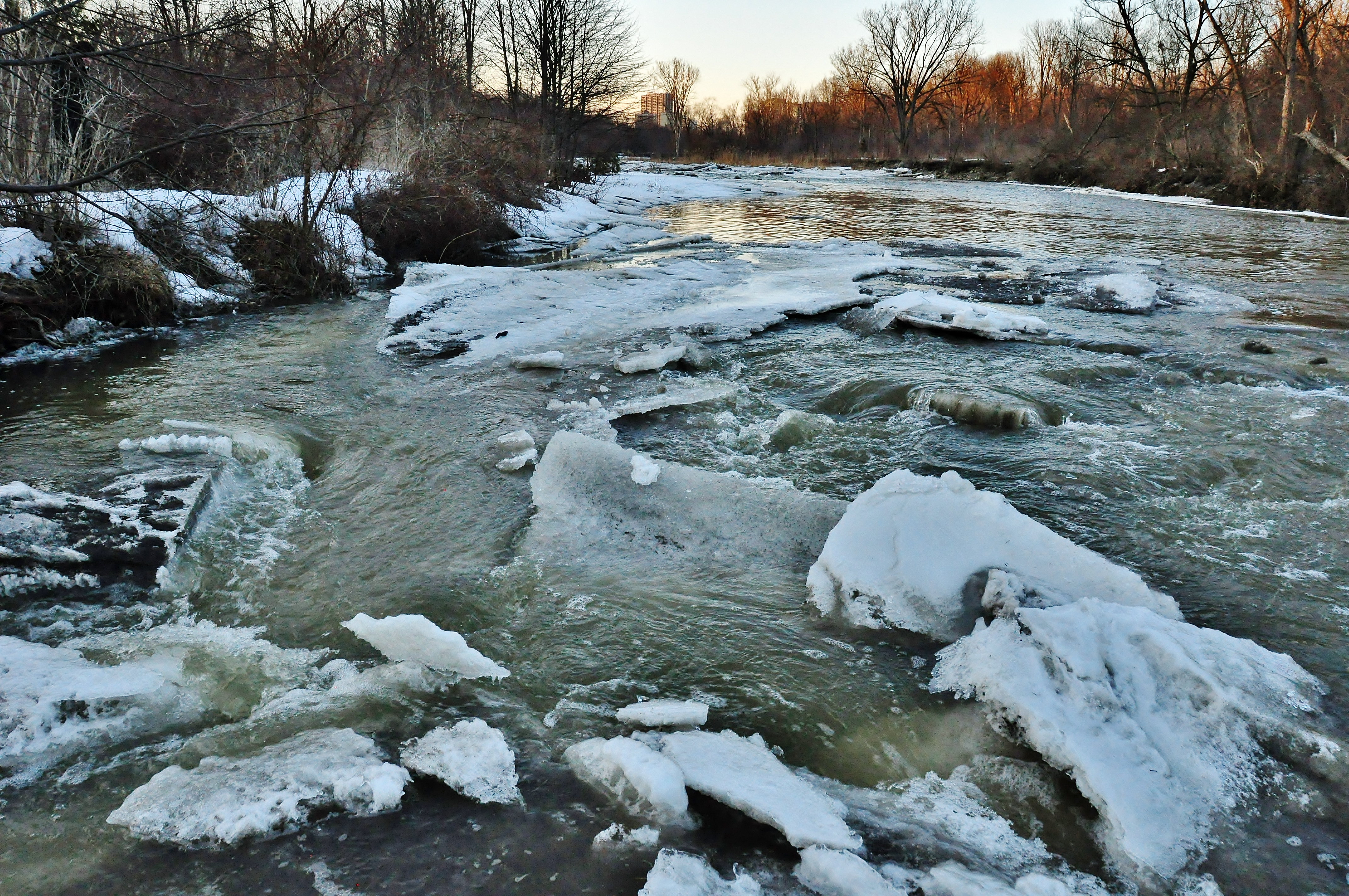
Льодохід